# Murray (Kentucky)
Murray – miasto w Stanach Zjednoczonych, w stanie Kentucky, siedziba administracyjna hrabstwa Calloway.